# Riksväg 13, Finland

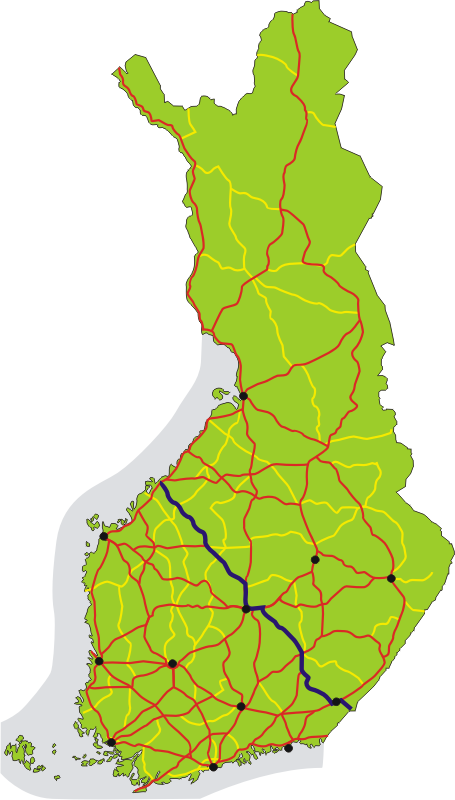
Riksväg 13 markerad med mörkblått på kartan

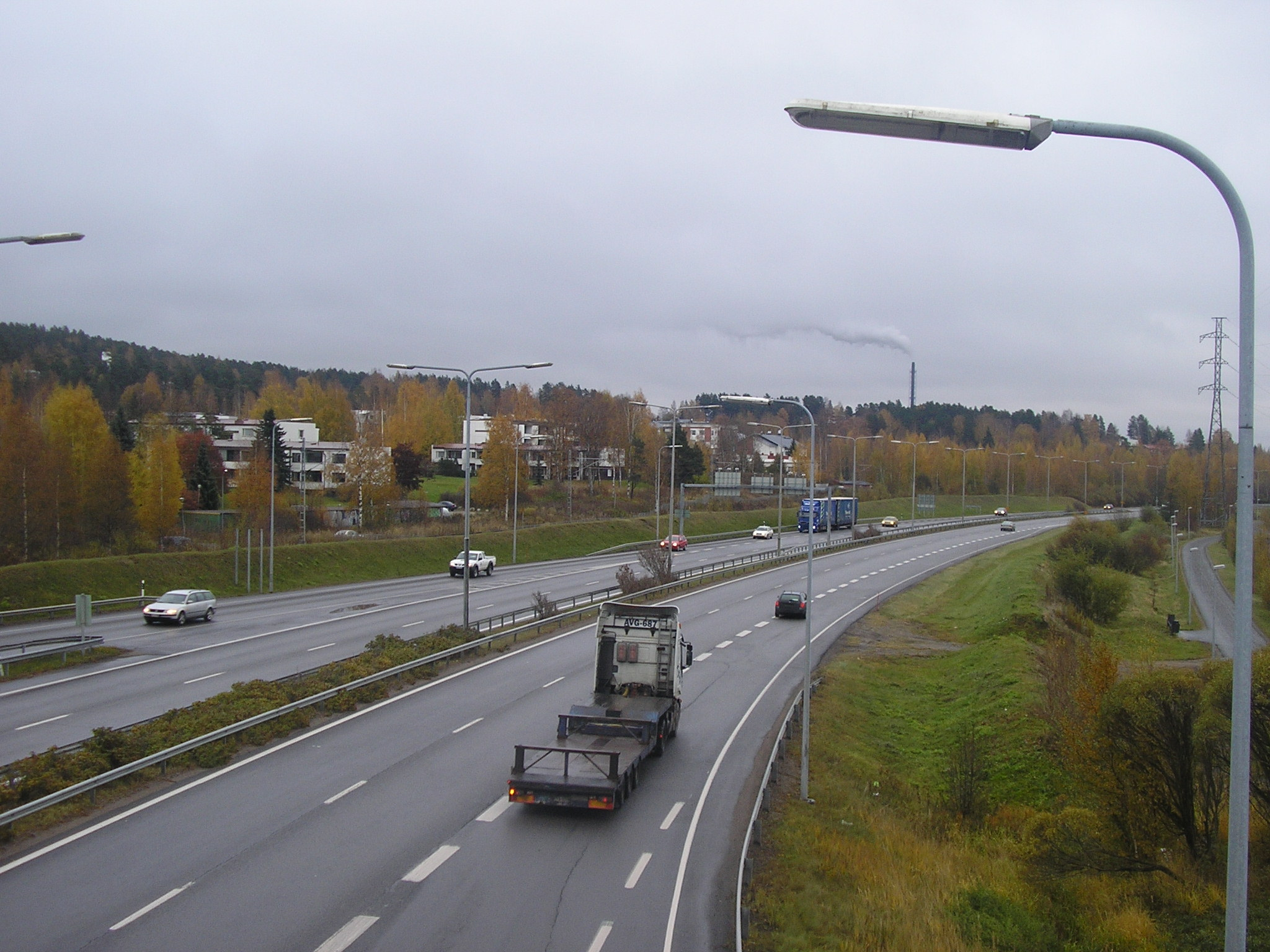
Vaajakoski motorväg i Jyväskylä är den del av Riksväg 13

Riksväg 13 är en av Finlands huvudvägar. Den går från Karleby via Jyväskylä till ryska gränsen vid Villmanstrand.